# Monaster Przemienienia Pańskiego w Dziatłowiczach
Monaster Przemienienia Pańskiego – prawosławny męski klasztor w Dziatłowiczach (obecnie rejon łuniniecki obwodu brzeskiego Białorusi), istniejący w latach 1560–1855.

## Historia
Fundatorem monasteru był Konstanty Ostrogski, który w 1560 nakazał wzniesienie klasztoru u ujścia Cny do Prypeci. Jurysdykcyjnie monaster podlegał eparchii turowsko-pińskiej. Zgodnie z wolą fundatora mnisi mieli zajmować się prowadzeniem szpitala. Klasztor działał bez przeszkód do unii brzeskiej, po której został zamknięty. W 1622 Konstantyn Dołmat doprowadził do ponownego otwarcia wspólnoty, zapisał jej także dobra lulinieckie i dziatłowickie.
W 1823 na terenie monasteru została wzniesiona nowa drewniana cerkiew. Klasztor funkcjonował do 1855, gdy został zlikwidowany na mocy decyzji Świątobliwego Synodu Rządzącego z powodu małej liczby powołań. Ostatnich mnichów skierowano do monasteru Objawienia Pańskiego w Pińsku. Cerkiew monasterska pozostała czynna jako parafialna, była przebudowywana w latach 1871 i 1896. Funkcjonowała do II wojny światowej, po której została odebrana wiernym, a następnie porzucona i stopniowo uległa dewastacji. Pierwotne wyposażenie świątyni nie przetrwało. Po upadku Związku Radzieckiego cerkiew została odnowiona i przywrócona do użytku liturgicznego.

## Architektura
Cerkiew monasterska jest budowlą trójdzielną, z pięciobocznym prezbiterium, kwadratową nawą i przedsionkiem z dwiema przybudówkami. Prezbiterium jest szersze od nawy i wewnętrznie dzielone na trzy części. Nawę kryła znacznych rozmiarów kopuła, która w latach 60. XX wieku spłonęła po uderzeniu pioruna. Ozdobnymi mniejszymi cebulastymi kopułkami zwieńczone były także czworoboczne wieżyczki zlokalizowane nad przybudówkami i w narożnikach pomieszczenia ołtarzowego. Dzwonnica, w formie ośmioboku na czworoboku, jest konstrukcją wolno stojącą, położoną w sąsiedztwie cerkwi.